# Match Making Dads
Match Making Dads è un cortometraggio muto del 1914.

## Produzione
Il film fu prodotto dalla Lubin Manufacturing Company.

## Distribuzione
Distribuito dalla General Film Company, il cortometraggio venne distribuito nelle sale USA il 20 gennaio 1914. Il nome del regista non viene riportato. Nelle proiezioni, veniva programmato con il sistema dello split reel, accorpato in un'unica bobina con il cortometraggio The Card of Mystery di Arthur Hotaling.